# Parvovirinae

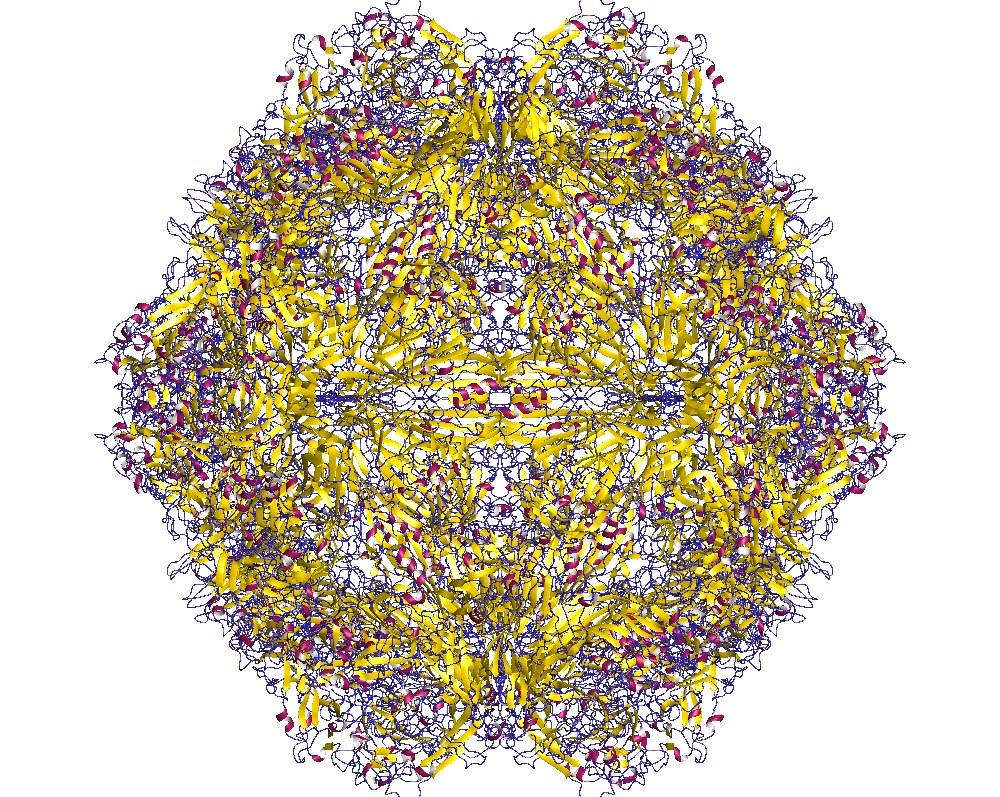
Diagramm des Kapsids der Spezies Carnivore protoparvovirus 1 aus 60 Monomeren des Kapsidproteins (CP).

Die Parvovirinae sind eine Unterfamilie der Virusfamilie Parvoviridae. Im Gegensatz zur zweiten Unterfamilie, den bei Gliederfüßern vorkommenden Densovirinae, vermögen die Parvovirinae sich nur in Wirbeltieren oder in vitro nur in Zellkulturen von Wirbeltierzellen zu vermehren. Nicht wie bei den Densovirinae möglich, besteht ihr Genom entweder aus einer positiv- oder negativsträngigen DNA; Mischformen werden nicht verpackt, über eine ambisense-DNA verfügen sie nicht.

## Systematik
Die Parvovirinae umfassen gemäß ICTV mit Stand November 2018 acht Gattungen:
- Familie Parvoviridae

- Unterfamilie Parvovirinae

- Gattung Erythroparvovirus (früher Erythrovirus)
- Gattung Dependoparvovirus (früher Dependovirus)
- Gattung Amdoparvovirus (früher Amdovirus), befällt Raubtiere (Carnivores)
- Gattung Aveparvovirus, befällt Vögel
- Gattung Copiparvovirus, befällt Rinder und Schweine (englisch cow, pig)
- Gattung Protoparvovirus, befällt Hundeartige (Canines)
- Gattung Tetraparvovirus, befällt Huftiere (Ungulates) und Fledermäuse (Chiroptera)
- Gattung Bocaparvovirus, befällt Rinder und Hundeartige (englisch bovine, canine)

Die frühere Gattung Parvovirus wurde 2015 in die Gattungen Aveparvovirus, Copiparvovirus, Protoparvovirus und Tetraparvovirus aufgespalten.